# Білоусівська волость (Золотоніський повіт)
Білоусівська волость — адміністративно-територіальна одиниця Золотоніського повіту Полтавської губернії з центром у селі Білоусівка.
Станом на 1885 рік складалася з 11 поселень, 18 сільських громад. Населення — 7706 осіб (3854 чоловічої статі та 3852 — жіночої), 1319 дворових господарств.
|                     | Площа, десятин | У тому числі орної, дес. |
| ------------------- | -------------- | ------------------------ |
| Сільських громад    | 7809           | 6621                     |
| Приватної власності | 8646           | 6040                     |
| Іншої власності     | 142            | 136                      |
| Загалом             | 16597          | 12797                    |

Основні поселення волості станом на 1885:
- Білоусівка — колишнє державне та власницьке село при річці Чумгак за 40 верст від повітового міста, 2237 осіб, 373 двори, православна церква, школа, 4 постоялих будинки, 2 лавки, 30 вітряних млинів, базари по вівторках та 3 ярмарки на рік: 19 лютого, 2 травня та 14 вересня.
- Бойківщина — колишнє власницьке село, 1002 осіб, 162 двори, постоялий будинок, 23 вітряних млини.
- Деркачівка (Мехедівка) — колишнє власницьке село, 1061 особа, 193 двори, православна церква, постоялий будинок, 22 вітряних млини.
- Митлашівка — колишнє державне та власницьке село при річці Козак, 665 осіб, 142 двори, православна церква, постоялий будинок, 9 вітряних млинів.
- Сазонівка — колишнє власницьке село при річці Чевельча, 611 осіб, 122 двори, православна церква, 2 постоялих будинки, 8 вітряних млинів.

Старшинами волості були:
- 1900 року козак Омелян Іванович Барабаш[2];
- 1904—1907 роках козак Іван Андрійович Шкиря[3],[4];
- 1913—1915 роках козак С. Л. Борозинець[5],[6].